# Denyse Floreano
Denyse del Carmen Floreano Camargo (26 de agosto de 1977, en Ciudad Ojeda, Zulia, Venezuela) es una modelo y ex reina de belleza venezolana, ganadora del concurso Miss Venezuela en 1994. Floreano, una bachiller en ciencias de intensos ojos verdes oscuros, oriunda del Zulia, representó a su país en el certamen Miss Universo 1995 en Windhoek, Namibia, el 12 de mayo de 1995, donde ocupó la sexta posición. Floreano en la actualidad está casada, tuvo a un hijo en 1996, vive en Estados Unidos y se encuentra alejada de la vida pública. 
Floreano fue la primera concursante en ganar el Miss Venezuela con la banda de "Miss Costa Oriental" hasta que en 2013 Migbelis Castellanos ganó el concurso con esta misma banda, y fue la tercera de seis zulianas que representaron a Venezuela en el Miss Universo. Es considerada como una de las Miss Venezuela más bellas de la historia del certamen.